# Buberle Ferenc
Buberle Ferenc 18. századi ferences rendi szerzetes. Alkalmi beszédeit Pesten és Eszéken jelentette meg.

## Művei
- Confutatio pantheismi politheismi et atheismi. Essekini, 1781
- Brevis theoria de quibusdam lineis curvis. Uo. 1781
- Dankrede auf den 98. feyerl. Gedächtnisstag der siegreichen Eroberung von Ofen. Den 2. Herbstmonat 1784. Pesth, 1787
- Das alte verloschene und widerum erweckte Armen Institut… in drey Predigten vorgetragen im Jahr 1786. Uo. 1787
- Rede, welche bei der Eröffnung und Einweihung des neu- und prächtig erbauten Josephinischen Krankenhauses bei denen W. W. E. E. Elisabethinerinnen zu Ofen den 22. May 1787. ist gehalten worden. Ofen, 1787
- Der durch die Schrift und Propheten geweissagte Messias und erfüllende Christus. In messianischen Predigten vorgetragen. Uo. 1787–88. Két rész.
- Rede bei Angeinn des Krieges mit dem Erbfeinde. Uo. 1788
- Rede bey dem allgemeinen Gebethe um Segen vom Himmel zu erhalten in wichtigen kriegerischen Unternehmungen wider den Erbfeind. Uo. 1789
- Rede bei öffentlicher Lob- und Dankfeyer wegen erhaltenen Siegen über den Erbfeind. uo. 1789
- Das Alterthum der Ohrenbeichte. Uo. 1789
- Rede von den Vorzügen der Normalschule. Uo. 1789
- Rede bey Gelegenheit bevorstehender Krönnung in Hungarn Leopolds II. von den Pilichten der Unterthanen gegen ihre Regenten. Uo. 1790
- Dankrede als Se. Majestät Leopold II. zum römischen Kaiser und König erwählt, und gekrönt wurde. Uo. 1790
- Feyerliche Rede bey dem allgemeinen Jubelfeste der ungarischen Krönung Leopolds II. in Ofen 1790. Uo.
- Kurze Abhandlung von der Seele des Menschen, für gemeine Christen. Uo. 1791
- Rede bei der Dankfeyer der ehrsamen Ofner Landstrasser Pfarrgemeinde, als Se. Majestät auf ihre Bitte zur Dotirung ihrer Pfarrkirche ein nemhaftes Kapital zu bewilligen geruhet. Uo. 1792
- Psalterium. Tempore periculosi belli, et publicae calamitatis usurpandum. H. n., 1793
- Lobrede auf den heil. Stephan, König und Apostel von Ungarn. Gehalten in der kön. Schlosspfarrkirche zum heil. Sigismund den 20. Aug. 1793. Uo.